# Hunainath
Hunainath (nep. हुनैनाथ) – gaun wikas samiti w zachodniej części Nepalu w strefie Mahakali w dystrykcie Darchula. Według nepalskiego spisu powszechnego z 2001 roku liczył on 296 gospodarstw domowych i 1631 mieszkańców (876 kobiet i 755 mężczyzn).